# Geneva (Georgia)
Geneva è un comune degli Stati Uniti d'America, situato nello Stato della Georgia, nella contea di Talbot.